# RAR
RAR je proprietární bezeztrátový kompresní algoritmus, souborový formát a zároveň název komerčního programu pro MS-DOS, jenž byl pro komprimaci, resp. archivaci, souborů tímto algoritmem původně – v roce 1993 – vyvinut. Jak algoritmus, tak program je dílem ruského programátora Jevgenije Rošala (odtud pojmenování Roshal ARchive). Spolu s formátem 7-Zip dosahují kompresní poměry RAR ve vztahu k jiným kompresním algoritmům velmi dobrých výsledků.
Ve srovnání s jinými rozšířenými kompresními algoritmy, jakými jsou kupř. ZIP, 7z, TAR nebo GZIP, specifikem RARu je, že vytvářet jeho archivy umí pouze stejnojmenný program, který se ovládá z příkazového řádku, komerční program s grafickým uživatelským rozhraním WinRAR, určený pro Microsoft Windows, a dále v principu jen program, jehož autor má souhlas licensora RARu Alexandra Rošala. Tato vlastnost RARu je dána právě uzavřeností jeho zdrojových kódů. Volně disponibilní je pouze kód dekompresního algoritmu.
Oficiální programy pro práci s formátem RAR, tedy RAR a WinRAR, nabízí řadu pokročilých funkcí, např. vícesvazkové nebo samorozbalovací archivy, kterými konkurenční komprimační a archivační programy obvykle nedisponují.
MIME typ pro RAR je application/x-rar-compressed.

## Dekompresní programy
Díky tomu, že kód dekompresního algoritmu není uzavřený, je obsah souborů RAR možné prohlížet a dekomprimovat i v jiných programech než RAR a WinRAR, nezávisle na platformě. Mezi takové programy patří 7-Zip, File Roller, Ark nebo Xarchiver.